# Systémová podjatost
Systémová podjatost nebo  zaujatost, instituční předpojatost nebo systematické zkreslení (anglicky systemic bias) je sociologický a organizační fenomén, který popisuje inherentní tendenci procesu podporovat určité výsledky. Jedná se o kognitivní zkreslení a následnou podjatost na úrovni člověkem vytvořených systémů, jako jsou instituce a organizace.

## Organizace
Systémová podjatost je klíčovým tématem ve státních organizacích, jako jsou státní správa, zahraniční politika, školství, a také v hospodářské ekonomii, nevládních a komerčních organizacích.

### Systémová podjatost ve státní správě
Systémovou podjatostí ve státní správě se rozumí stav, kdy je možné pochybovat o nestranném rozhodování ze strany státní správy z důvodu vlastního zájmu na dané věci. Podjatost může být jednak u konkrétní úřední osoby, ale i u celku (např. všech úředníků daného úřadu). Touto problematikou se v České republice zabývá Nejvyšší správní soud. 

### Systémová podjatost ve školství
Se systémovou podjatostí se lze setkávat i ve školství. K systémové podjatosti dochází nejvíce ze strany učitelů a vedení. Ve školství převažuje systémová podjatost hlavně vůči společenským menšinám, na což upozorňuje mimo jiné hnutí Black Lives Matter či hnutí za sebeřízené vzdělávání.

## Média
Americký autor Noam Chomsky popisuje v modelu propagandy systémovou podjatost médií, především v západním světě a ve Spojených státech amerických.

## Systémová podjatost ve společnosti
Systémová podjatost může vznikat na základě mnoha aspektů, například na základě rasy, genderu nebo třídy. Se systémovou podjatostí souvisí ideologie jako například feminismus. Aktivisté soustředící se na společenské problémy se často systémovou podjatostí zabývají.

### Systémová podjatost na základě rasy
Po usmrcení George Floyda policistou, ke kterému došlo 25. 5. 2020, se začalo dostávat hodně pozornosti například hnutí Black Lives Matter, které bojuje proti nadřazenosti bílé rasy a systémové podjatosti státních pracovníků projevujících se při soudních procesech a proti podjatosti policie. Hnutí bylo založeno v USA v roce 2013, po zproštění viny George Zimmermana, který zabil Trayvona Martina. Díky globalizaci se o hnutí Black Lives Matter brzy dozvěděl celý svět. Případ Trayvona Martina nebo George Floyada ukazuje, k čemu může systémová podjatost vést. Rasová diskriminace a s ní spojená systémová podjatost je ale problém zasahující nejen do justice, nýbrž i do pracovního prostředí či do škol.

### Systémová podjatost na základě genderu
Systémová podjatost je problematická i v rámci genderu. Společnost může být ovlivněna předsudky, které se s pohlavím často pojí. Systémová podjatost se tak často projevuje už ve školách, jelikož ze studií vyplývá, že učitelé mají tendenci dávat dívkám lepší známky než chlapcům, přestože dosahují stejných studijních výsledků. Často se také mluví o kultu mateřství, tedy o tom, že soud dá častěji dítě do péče matce než otci, přestože by oba rodiče měli stejnou schopnost, vůli a možnost dítě vychovat. Trend kultu mateřství se ale snižuje, rodiče se často domluví i na společné nebo střídavé péči.
Ženy se se systémovou podjatostí mohou potýkat v zaměstnání. Ženy mají průměrně nižší šanci být přijaty do zaměstnání a v práci se často mohou potýkat s předsudky, které jim výrazně ztěžují výstup po kariérním žebříčku. Teorie skleněného stropu říká, že ženy mají velmi těžké podmínky při kariérním růstu, jsou společností často vnímány jako příliš hysterické a emocionální na zastávání vysokých funkcí. Toto uvědomění přichází až v momentě, kdy žena chce na vyšší pozici postoupit, ale je jí to znemožněno právě na základě jejího pohlaví, přestože by funkci zastávala minimálně stejně dobře jako její mužský kolega.

### Systémová podjatost na základě třídy
Přestože vyspělá společnost obecně nerada přiznává, že v ní stále existují třídní rozdíly, je možné pozorovat určité diference a systémovou podjatost i v tomto ohledu. V případě třídních rozdílů se systémová podjatost může projevit také při žádosti o zaměstnání. Během rozhovoru se totiž často potenciální zaměstnavatel více soustředí na způsob promluvy, který může být podvědomým ukazatelem třídy, než na to, co potenciální zaměstnanec skutečně říká.

### Systémová podjatost v pracovním prostředí
Systémová podjatost a neférové jednání vůči zaměstnancům na jejím základě může v jednotlivci probouzet frustraci a vytvořit špatné pracovní klima. Takové pracovní podmínky mohou vést ke kontraproduktivnímu pracovnímu chování.

## Příčiny systémové podjatosti
Systémová podjatost může být způsobena více faktory. Mezi ně patří mj. zkreslení, heuristiky, koherence událostí nebo medializace.

### Zkreslení
Ke zkreslení dochází, pokud lze najít podobnost mezi chováním jednotlivce a společenskými stereotypy, kterému je pak přikládána větší důležitost, než ostatním informacím o dané problematice.

### Substituce otázek a heuristika dostupnosti
Pokud je problematika obtížnější, lidé často neúmyslně nahrazují složitější otázku jednodušší, na kterou je snazší najít odpověď (tzv. substituce otázek). Vyučující ve škole si může např. nahradit otázku „Považuji svého afroamerického studenta za inteligentního?“ nahradit otázkou „Považuji Afroameričany za inteligentní?“.
Zvažujeme-li člověk heuristiku dostupnosti, vztahuje se k vlastní zkušenosti. Jestliže již má osobní zkušenosti s určitou sociální skupinou, bude její příslušníky podle ní soudit, i když je třeba potká poprvé. Velkou roli v tomto případě hrají sociální bubliny. Pokud se určitý jev vyskytuje u dvou různých skupin, ale výskytu u jedné z těchto skupin se dostává větší mediální pozornosti, může veřejnost nabýt dojmu, že se tento jev skutečně vyskytuje pouze u jedné určité skupiny.

### Koherentní skládání příběhů
Lidská mysl má tendenci uvádět získané informace do souvislostí a vytvářet koherentní příběhy pomocí nejjednoduššího vysvětlení. A to i tehdy, když spolu daná fakta reálně nesouvisí. Tento nevědomý proces probíhá automaticky. Snadno se pak vytvoří mylné domněnky a lidé jednají na základě předsudků.

### Ignorování statistiky a vliv emocí
Lidé se také často odchylují od racionality či relevantních informací a neberou v potaz statistiku. Namísto toho dávají velký prostor emocím, jako je např. láska, strach nebo nenávist. Ty vedou ke zkreslení úsudku a dávají do logických souvislostí informace a fakta, která spolu ve skutečnosti nesouvisí.
Zkreslení úsudku není otázkou inteligenčních schopností. Lidské uvažování je často intuitivní, nevědomé a automatické. Proti systematické předpojatosti lze bojovat především uvědoměním, jak lidská mysl funguje, a následným pohledem na danou problematiku z více stran a s nezaujatým postojem.

## Související článek
- Gatekeeping
- Kognitivní zkreslení, výběrové zkreslení
- Mediální manipulace
- Objektivita
- Paradigma
- Předsudek
- Stádový efekt